# Голубинское сельское поселение (Волгоградская область)
Голуби́нское се́льское поселе́ние — муниципальное образование в составе Калачёвского района Волгоградской области.
Административный центр — станица Голубинская.

## История
Голубинское сельское поселение образовано 20 января 2005 года в соответствии с Законом Волгоградской области № 994-ОД.

## Население
| 2010  | 2012  | 2013  | 2014  | 2015  | 2016  | 2017  |
| ----- | ----- | ----- | ----- | ----- | ----- | ----- |
| 1570  | ↘1548 | ↘1521 | ↘1486 | ↘1452 | ↘1419 | ↘1405 |
| 2018  | 2019  | 2020  | 2021  |       |       |       |
| ↘1401 | ↘1373 | ↘1367 | ↘1357 |       |       |       |

## Состав сельского поселения
| № | Населённый пункт  | Тип населённого пункта          | Население |
| - | ----------------- | ------------------------------- | --------- |
| 1 | Большенабатовский | хутор                           | 76        |
| 2 | Голубинская       | станица, административный центр | ↘1221     |
| 3 | Голубинский 2-й   | хутор                           | 24        |
| 4 | Евлампиевский     | хутор                           | 0         |
| 5 | Малоголубинский   | хутор                           | 171       |
| 6 | Осиновский        | хутор                           | 78        |

## Известные уроженцы
- Контарев, Валентин Семёнович (1888—1968) — русский и советский художник-пейзажист.